# Автомобильный транспорт Никарагуа
Автомобильный транспорт Никарагуа — один из видов транспорта в Никарагуа.

## История

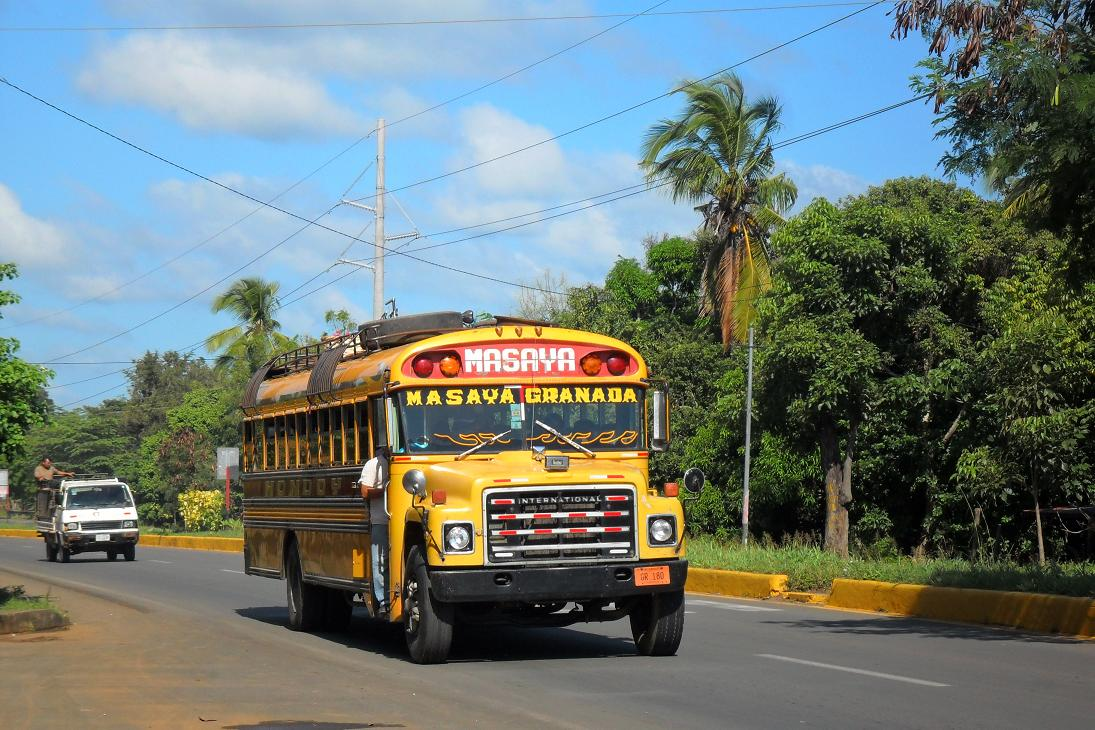
междугородный автобус "International Harvester" на дороге Гренада - Масая, 22 ноября 2011 года (бывший американский школьный автобус)

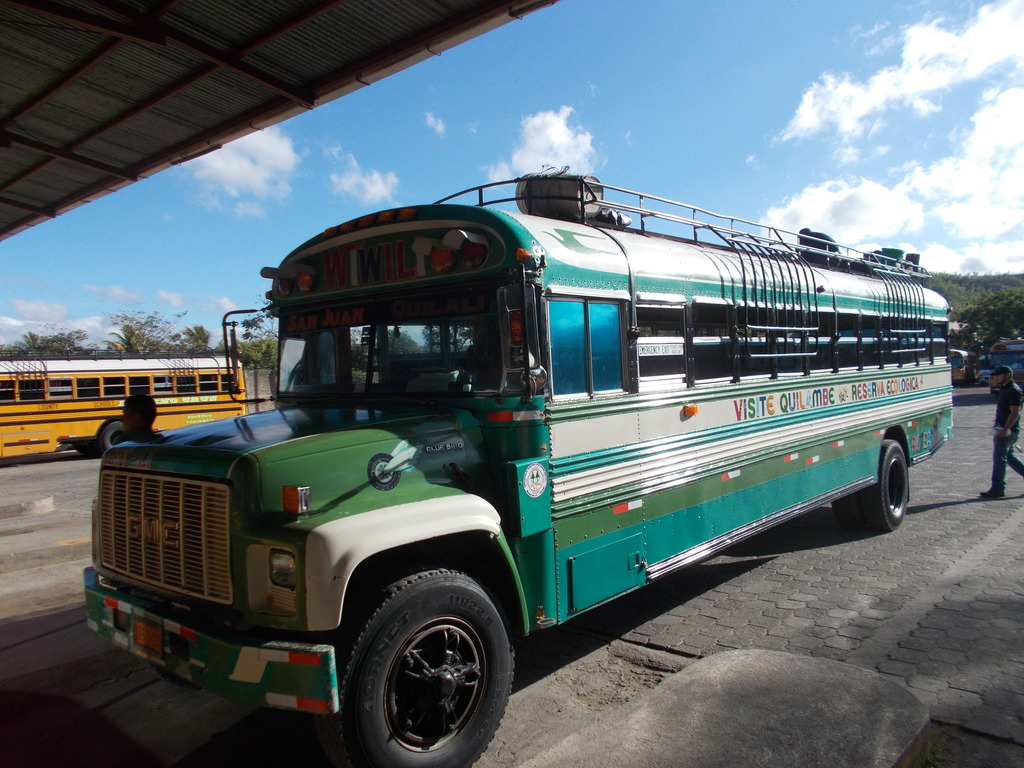
междугородный автобус на автовокзале в городе Эстели, 7 июля 2018 года (бывший американский школьный автобус)

Увеличение роли автомобильного транспорта (и снижение роли гужевого транспорта) в экономике страны проходило в первой половине XX века в связи с увеличением количества автомашин.
В период с 1912 до 1925 года и с 1926 по 1933 год Никарагуа была оккупирована войсками США. В 1927—1934 годы под руководством генерала А. Сандино шла национально-освободительная война. Начавшийся в 1929 году экономический кризис ухудшил положение в стране, налоги были увеличены, а в августе 1931 была введена государственная монополия на продажу бензина.
Роль автомобильного транспорта начала быстро расти только после завершения в 1948 году строительства 368-километрового участка Панамериканского шоссе, проходившего через территорию страны.
Тем не менее, в 1950е годы дорожная сеть в стране была слаборазвита, протяжённость шоссейных дорог была невелика. В 1952 году в стране насчитывалось 4,3 тыс. автомашин.
В начале 1957 года в Никарагуа насчитывалось 11 тыс. автомашин (из них 6 тыс. легковых). В первой половине 1960-х годов основным видом транспорта по-прежнему оставались лошади, мулы, волы и ослы.
В марте 1961 года транспортники и портовые рабочие массово бастовали против нового закона об ограничении грузоперевозок.
На 1 января 1969 года в стране было 33 тыс. автомашин (из них 21 тыс. легковых).
В 1970 году в стране насчитывалось 31,5 тыс. автомашин и 120 тыс. лошадей. В следующие годы автотранспорту уже принадлежала ведущая роль в грузообороте страны. В 1972 году автопарк страны насчитывал 55 тыс. автомашин (из них 33 тыс. легковых). В столице было организовано регулярное движение автобусов по нескольким маршрутам.
23 декабря 1972 года мощное землетрясение частично разрушило столицу, а начавшийся в октябре 1973 года топливно-энергетический кризис привёл к росту мировых цен на нефть и нефтепродукты. В результате, в 1974 году в стране осталось 52 тыс. автомашин (из них 32 тыс. легковых).  
После Сандинистской революции 1979 года началось расширение и улучшение дорожной сети (особенно в северных и восточных районах, ранее практически изолированных от остальной части страны), с целью облегчить ремонт и оптимизировать использование автомобильной техники была создана транспортная корпорация. Ликвидация неграмотности способствовала освоению женщинами новых профессий - в том числе, на транспорте (появились первые женщины-механики и первая женщина-водитель рейсового автобуса, а позднее была создана первая женская тракторная бригада).
Однако в результате действий "контрас" началось минирование дорог, значительное количество объектов транспортной инфраструктуры было повреждено или разрушено, уничтожена и повреждена часть автотранспорта. Положение на транспорте осложнила введённая США экономическая блокада Никарагуа (поскольку основу автотранспортного парка страны к началу 1980х годов составляли автомашины производства США, в основном подержанные и уже длительное время находившиеся в эксплуатации). С начала 1980х годов правительство предприняло попытку стандартизации автопарка - в соответствии с программой производственной кооперации стран СЭВ, СССР поставлял в Никарагуа легковые автомобили и тяжёлые грузовики (в основном, легковые "лада" и УАЗ, грузовые КамАЗ и КрАЗ), ГДР - средние и лёгкие грузовики (IFA и "Робур"), сельские автобусы и мотоциклы MZ, а Болгария - автобусы "Чавдар".
Между столицей и городом Леон было организовано регулярное движение междугородного автобуса.
В 1988 году автопарк страны состоял из более чем 70 моделей автомашин.
Всего в 1981-1990 годы СССР продал в Никарагуа свыше 6376 грузовиков, 10 804 легковых машин, 536 специализированных автомашин, а также свыше 3860 тракторов, дорожно-строительные машины и автозапчасти к ним.
25 февраля 1990 года президентом страны стала Виолета Барриос де Чаморро, при поддержке США начавшая политику неолиберальных реформ. 
Весной 1990 года были взяты займы и кредиты в США и нескольких других иностранных государствах, "для быстрого решения проблем с автотранспортом" часть средств была выделена на покупку подержанных автомашин и автозапчастей в США (в частности, был взят целевой кредит у Испании на покупку автобусов).
В апреле 1990 года США отменили эмбарго на продажу товаров в Никарагуа, и продали партию старых школьных автобусов "тип С" (ставших основным типом междугородных автобусов в Никарагуа в следующие десятилетия).
В дальнейшем, в результате реформ Чаморро и необходимости выплаты по займам и кредитам в стране начался экономический кризис.
В январе 2008 года президент Никарагуа Д. Ортега высказал заинтересованность в приобретении тракторов и сельскохозяйственных машин иранского производства для механизации сельского хозяйства страны. В апреле 2008 года в Никарагуа были поставлены первые 45 тракторов иранского производства (собранные на предприятии в Сьюдад-Боливар в Венесуэле).
Весной 2010 года из России в Никарагуа прибыли первые 130 автобусов КАВЗ-4235 (с мая 2010 года начавшие работу в качестве городских автобусов в столице и пригородах), по результатам их эксплуатации в столице и пригородах были заказаны 169 автобусов КАВЗ-4238 «Аврора» в тропическом исполнении. 
В феврале 2011 года для службы такси были закуплены 450 "Лада Калина". Также, в 2011 году в Никарагуа были открыты три центра Минского тракторного завода, в 2012 году страна закупила 123 трактора МТЗ.
18 апреля 2018 года в Никарагуа начались антиправительственные волнения, перешедшие в массовые беспорядки, продолжавшиеся до ноября 2018 года. По официальным данным правительства Никарагуа, общий ущерб составил свыше 960 млн. долларов, при этом наибольший ущерб (525 млн. долларов) был нанесен транспортной инфраструктуре: были разрушены 209 км улиц и автодорог, сожжены 389 автомашин.
В декабре 2021 года индийская компания TVS Motor Company подписала договор о продажах мотоциклов индийского производства и запчастей к ним на территории Никарагуа.
13 января 2022 года был подписан меморандум о сотрудничестве Никарагуа с проектом "Один пояс и один путь", а 31 августа 2023 года - соглашение о свободной торговле между Никарагуа и КНР, способствовавшее развитию отношений с КНР. В 2024 году с целью обновления и стандартизации автобусного парка страны Никарагуа закупила в Китае 250 автобусов "Yutong" (поступивших в страну 20 мая 2024 года).

## Современное состояние
В стране действуют городские, пригородные и междугородные автобусы, а также такси.